# Гільєрмо Ескалада
Гільєрмо Ескалада (ісп. Guillermo Escalada, 24 квітня 1936, Монтевідео — 21 червня 2023) — уругвайський футболіст, який грав на позиції нападника. Виступав, зокрема, за клуб «Насьйональ», а також національну збірну Уругваю.
Триразовий чемпіон Уругваю. У складі збірної — Дворазовий володар Кубка Америки.

## Клубна кар'єра
У дорослому футболі дебютував 1954 року виступами за команду «Насьйональ». У 1953 році разом з командою виграв Терсеру. У 1954 році під керівництвом Одіни Віери дебютував у Другому дивізіоні, в якій виступав до 1962 року. З 1951 по 1958 рік відзначився 108-ма голами. За іншими даними у футболці «Насьйоналя» відзначився 118 голами. Тричі вигравав чемпіонат Уругваю (1955, 1956, 1957). Потім переїхав до Аргентини, де з 1964 по 1965 рік зіграв 25 матчів (3 голи) за «Хімнасію і Есгріму» За цей час тричі виборював титул чемпіона Уругваю. У 1966 році виступав за уругвайський клуб «Монтевідео Вондерерс». Футбольну кар'єру завершив у венесуельському клубі «Депортіво Галісія».

## Виступи за збірні
1954 року виступав у складі юнацької збірної Уругваю (U-19) в чемпіонаті Південної Америки. На вище вказаному турнірі під керівництвом Герардо Спозіто зіграв 4 матчі (1 гол).
У футболці національної збірної Уругваю дебютував 30 березня 1955 року в поєдинку проти Перу. У складі збірної був учасником Чемпіонату Південної Америки 1955 року у Чилі, Чемпіонату Південної Америки 1956 року в Уругваї, здобувши того року титул континентального чемпіона, Чемпіонату Південної Америки 1959 року в Еквадорі, здобувши того року титул континентального чемпіона, Чемпіонату Південної Америки 1959 року в Аргентині, чемпіонату світу 1962 року у Чилі. Востаннє в складі збірної Уругваю зіграв 15 серпня 1962 року в поєдинку проти Аргентини.
Загалом протягом кар'єри у національній команді, яка тривала 8 років, провів у її формі 30 матчів, в яких відзначився 11 голами.

## Досягнення
«Насьйональ»
- Прімера Дивізіон Уругваю
  -  Чемпіон (3): 1955, 1956, 1957

збірна Уругваю
- Кубка Америки
  -  Чемпіон (2): 1956, 1959 (Еквадор)

юнацька збірна Уругваю (U-19)
- Молодіжний чемпіонат Південної Америки
  -  Чемпіон (1): 1954